# Hydroides dipoma
Hydroides dipoma är en ringmaskart som först beskrevs av Schmarda 1861.  Hydroides dipoma ingår i släktet Hydroides och familjen Serpulidae. Inga underarter finns listade i Catalogue of Life.